# Пожар в метрополитене Тэгу (2003)
Пожар в метро города Тэгу (Южная Корея) случился 18 февраля 2003 года. Данная катастрофа считается одной из крупнейших в истории метро. В результате пожара погибли 192 человека и более 150 пострадали. Причина пожара — поджог, осуществлённый 56-летним душевнобольным Ким Дэханом (кор. 김대한?, 金大漢?).

## Поджигатель
Поджигателем оказался 56-летний безработный мужчина Ким Дэхан, в прошлом водитель такси. По собственным словам, он намеревался покончить жизнь самоубийством и хотел умереть вместе с другими людьми, в толпе, а не в одиночку. В прошлом он обращался за психиатрической помощью. Его физическое и психическое состояние резко ухудшились после перенесённого инсульта. Ким Дэхан был крайне недоволен оказываемой ему медицинской помощью, угрожал своему доктору, грозился в присутствии родственников поджечь больницу в отместку за плохое лечение. По словам сына, он хотел умереть и даже просил доктора и полицейского убить его.

## Поджог
Ким Дэхан зашёл в вагон поезда с коробкой, с виду похожей на картонный пакет для молока и наполненной легковоспламеняющейся жидкостью (разбавителем для краски или бензином), и попытался поджечь её с помощью зажигалки. Другие пассажиры попытались остановить его, но в завязавшейся потасовке Ким Дэхану всё же удалось поджечь горючую жидкость. Огонь быстро охватил весь состав поезда и перекинулся на другой поезд, стоявший на станции. В другом поезде оказалось больше пострадавших от огня из-за того, что многие двери заклинило и пассажиры оказались в ловушке. Сам поджигатель отделался лёгкими ожогами.

## Последствия
Власти пообещали улучшить системы безопасности на станциях метро и увеличить долю огнестойких материалов в интерьере вагонов метро, работа которого была приостановлена на несколько месяцев.
7 января 2004 года Высоким судом Тэгу преступник был приговорен к пожизненным каторжным работам. Он умер в тюрьме 31 августа того же года.